# 冷湾“公馆”遗址
冷湾“公馆”遗址位于中国浙江省宁波市海曙区横街镇乌岩村虹岭自然村冷湾山，民国建筑，为新四军北撤后共产党人的主要活动地点，建筑目前已经荒废，仅东南角原公馆住宿区活动遗存明显，遗址呈方形，边长50米，由住宿、取水、训练等多个部分组成，2010年公布为鄞州区文物保护单位:389，2018年12月28日因行政区划调整公布为海曙区文物保护单位。